# Acacia lycopodioides
Acacia lycopodioides é uma espécie de leguminosa do gênero Acacia, pertencente à família Fabaceae.